# Huntertown (Indiana)
Huntertown es un pueblo ubicado en el condado de Allen en el estado estadounidense de Indiana. En el Censo de 2010 tenía una población de 4810 habitantes y una densidad poblacional de 487,19 personas por km².

## Geografía
Huntertown se encuentra ubicado en las coordenadas 41°12′48″N 85°10′28″O / 41.21333, -85.17444. Según la Oficina del Censo de los Estados Unidos, Huntertown tiene una superficie total de 9.87 km², de la cual 9.85 km² corresponden a tierra firme y (0.26%) 0.03 km² es agua.

## Demografía
Según el censo de 2010, había 4810 personas residiendo en Huntertown. La densidad de población era de 487,19 hab./km². De los 4810 habitantes, Huntertown estaba compuesto por el 93.58% blancos, el 1.41% eran afroamericanos, el 0.37% eran amerindios, el 1.95% eran asiáticos, el 0% eran isleños del Pacífico, el 0.83% eran de otras razas y el 1.85% pertenecían a dos o más razas. Del total de la población el 2.33% eran hispanos o latinos de cualquier raza.